# Путешествие во времени
Путеше́ствие во вре́мени — гипотетическое перемещение человека или каких-либо объектов из настоящего в прошлое или будущее, в частности, с помощью технического устройства, называемого «машиной времени».

## Путешествие во времени

### Путешествия в будущее
Современная наука допускает несколько теоретически возможных способов путешествия в будущее (строго говоря, любой объект естественным образом путешествует в будущее с течением времени, поэтому речь идет о путешествии быстрее естественного хода времени):
1. Физический:
  - На основе следствий теории относительности:
    - Движение со скоростью, близкой к скорости света. Время путешествия, измеренное по часам того, кто двигался с такой скоростью, всегда меньше измеренного по часам того, кто оставался неподвижен (точнее: того, кто не испытывал ускорений — «парадокс близнецов»).
    - Нахождение в области сверхвысокой гравитации, например, вблизи горизонта событий чёрной дыры.

  - Квантовый — теоретически более глубокое познание квантовой физики позволит не только телепортировать информацию, но и переносить физические объекты во времени и пространстве.
2. Биологический — остановка метаболизма тела с последующим восстановлением (например: криоконсервация).

### Путешествия в прошлое
Существует несколько гипотетических способов перемещения в прошлое:
1. Через так называемые «кротовые норы» (англ. wormhole — червоточина), гипотетически допускаемые Общей теорией относительности, — некие туннели (возможно, очень короткие), соединяющие удалённые области в пространстве, через нарушение топологии пространства. Разрабатывая теорию кротовых нор, К. Торн и М. Моррис[англ.] заметили, что если перемещать один конец (А) кротовой норы с большой скоростью, а потом приблизить его к другому концу (Б), то — в силу парадокса близнецов — объект, попавший в момент времени T во вход А, может (см. ниже) выйти из Б в момент, предшествующий T (однако таким способом невозможно попасть во время, предшествующее моменту создания машины времени).
Из уравнений Эйнштейна следует, что кротовая нора закроется раньше, чем путешественник сумеет пройти через неё (как, например, в случае «моста Эйнштейна — Розена» — первой описанной кротовой норы), если её не будет удерживать от этого так называемая «экзотическая материя» — материя с отрицательной плотностью энергии.
2. В 1936 году Ван Стокум обнаружил, что тело, вращающееся вокруг массивного и бесконечно длинного цилиндра, может попасть в прошлое (позже Ф. Типлер предположил, что это возможно и в случае цилиндра конечной длины[3], однако более поздний результат С. Хокинга показывает, что в этом случае опять была бы необходима «экзотическая материя»[4]). Таким цилиндром могла бы быть так называемая космическая струна, но нет никаких свидетельств, что космические струны существуют, и вряд ли есть способ создавать новые.
3. Выведенное в 2017 году Беном Типпеттом и Дэвидом Цангом решение уравнения Эйнштейна допускает возможность существования замкнутой времениподобной кривой вне горизонта событий черной дыры[5][6]. Хотя существование данной машины времени, по мнению исследователей, теоретически возможно, для этой модели, как и для Пузыря Алькубьерре, необходима экзотическая материя[7].

### Парадоксы путешествий во времени
Есть несколько часто упоминаемых аргументов против путешествий в прошлое:
1. Нарушение причинно-следственных связей.
2. «Парадоксы». Допустим, некто в 11 утра заряжает пистолет, в 11:30 создаёт машину времени и в полдень (12:00) входит в неё. Затем, пользуясь свойствами машины времени, он возвращается к моменту в 11:50, поджидает, пока его более молодая версия приблизится ко входу, и пытается её убить. Он, конечно, не может в этом преуспеть — человек способен выстрелить только при условии, что он пережил состоявшееся час назад (по его часам) покушение. Возникает, однако, вопрос: что именно помешает ему (и всем его последователям)? Не приходим ли мы в некоторое противоречие с привычными представлениями о свободе воли?
Иногда парадоксом называют и другую ситуацию, которая формулируется, например, так («парадокс убитого дедушки»): если внук вернётся в прошлое и убьёт собственного деда, его рождение окажется невозможным; но если он не родится, то деда никто не убьёт, и его рождение окажется возможно. Что же произойдёт в действительности? (На самом деле этот парадокс, как и любой другой «парадокс путешествия в прошлое» решается декогеренцией)[8].
3. Отсутствие документированных общедоступных фактов пребывания в нашем времени пришельцев из будущего.

В науке первую проблему сейчас не рассматривают, полагая, что машина времени и нарушение причинно-следственных связей — это просто синонимы и здесь нет темы для обсуждения (альтернативное мнение было высказано в книге Зельдович Я. Б. и Новиков И. Д. «Строение и эволюция Вселенной»).
Решение второго парадокса предложено в работе С. Красникова, суть которой в том, что при создании машины времени возникает крайне нетипичная для классической физики неопределённость: как бы хорошо мы ни знали начальные данные, мы не можем однозначно предсказать эволюцию пространства-времени. Причём среди бесконечно большого числа возможных вариантов всегда есть такой, в котором машина времени не появляется. Таким образом, если мы видим человека, пытающегося построить машину времени, то тот факт, что он вооружён и полон решимости через час выстрелить, не означает, что свободная воля этого человека будет вскоре чем-то ограничена. В лучшем случае он означает лишь, что одна возможность (из бесконечного количества) исключена — в течение часа машина времени в этом месте не появится.
При разработке — пока не существующей — квантовой механики в пространствах с нарушениями причинности — существенным мог бы оказаться принцип самосогласованности Новикова.

## В произведениях культуры

### В литературе
Описание путешествий во времени является распространённым приёмом, используемым в научно-фантастической литературе. В фантастике идея таких путешествий и специального устройства («машины») для этой цели приобрела популярность во многом благодаря известному роману Герберта Уэллса «Машина времени» (1895).
Однако эта идея использовалась в литературе и ранее, например в пьесе Anno 7603, написанной Йоханом Весселем в 1781 году. Путешествие в будущее описано Фаддеем Булгариным в его очерке «Правдоподобные небылицы, или Странствования по свету в двадцать девятом веке», 1824 год. Идею продолжил Александр Вельтман, в романе «Александр Филиппович Македонский. Предки Калимероса» (1836), описавший путешествие в прошлое на волшебном гиппогрифе.
Путешествия главного героя во времени в собственном теле без помощи технических приспособлений описаны в «классических» произведениях Марка Твена «Янки при дворе короля Артура», Джека Лондона «Межзвёздный скиталец», Сватоплука Чеха «Путешествие пана Броучека в XV столетие», Лазаря Лагина «Голубой человек» и многих других. С этим связано понятие «попаданец» — персонаж, который против своей воли попал в другой мир или другое время и, не имея возможности вернуться, выстраивает там свою жизнь.
О путешествиях во времени писали Клиффорд Саймак, Артур Кларк, Филип Дик, Айзек Азимов («Конец Вечности»), Гарри Гаррисон, Антон Грановский, Кир Булычёв, Станислав Лем, Джоан Кэтлин Роулинг, Джек Финней, Михаил Булгаков, Илья Варшавский, Борис Акунин и многие другие.
Классическим описанием нарушения причинно-следственных связей является рассказ Роберта Хайнлайна «Все вы зомби». Его главный герой — девушка, которую соблазнил незнакомец. Через девять месяцев она родит ребёнка, причем врачи выяснят, что она гермафродит, и удалят женский комплект органов. После этого главный герой — теперь мужчина, завербовывается в службу патруля времени. Сначала он отправляется в прошлое, где соблазняет некую девушку (которая и является им самим в прошлом). Отправившись на девять месяцев вперёд, он похищает ребёнка и отправляется в далёкое прошлое, где оставляет в приюте похищенного ребёнка, из которого потом вырастет он сам. Таким образом, получается, что человек сотворил самого себя из ничего. Иначе говоря, встаёт вопрос об изначальном появлении материи. Ибо остаётся неясным, откуда появился главный герой, чтобы создать самого себя.
Также путешествие во времени присутствует в сказке Эдит Несбит «История с амулетом». Путешествие во времени играет важную роль в любовно-фантастических романах Одри Ниффенеггер, Дианы Гэблдон, Керстин Гир.
Один из рассмотренных выше парадоксов дал название рассказу «Парадокс дедушки» писателя Сергея Ушенина. Своеобразным откликом на рассказ стала вывешенная в Воронеже на стене дома № 45 по улице Карла Маркса мемориальная доска, текст на которой гласит: «В этом доме с 2063 по 2065 гг. жил С. В. Савельев, изобретатель машины времени» (речь идёт о главном персонаже рассказа).

#### Парадоксы
Упомянутые выше парадоксы «решаются» в фантастике огромным числом способов. Вот некоторые (подробнейшее исследование на эту тему с сотнями ссылок можно найти в книге Пола Нахина «Тайна машины времени»):

##### Последовательность событий неизменна
1. Путешествия в прошлое управляемы, но никакими действиями изменить ход истории невозможно. «Если некоторый факт существует во времени, то как бы вы ни старались его изменить, результатом всех ваших усилий оказывается именно этот факт». Такое явление фантаст Джон Уиндем назвал «хроноклазм». Например, в романе Лазаря Лагина «Голубой человек» (1964) на интересы, воспитание, судьбу главного героя — воспитанника советского детского дома — в 1959 году оказывает влияние старая большевичка-преподавательница; герой попадает в Москву 1894 года и сам, в свою очередь, воспитывает и определяет судьбу девятилетней девочки в революционных интересах; она становится революционеркой и потом воспитывает его самого в детском доме. Аналогичным «хроноклазмом» можно считать «Парадокс Фрая», в котором человек, отправившись в прошлое, становится биологическим дедом самому себе. Также в книге Гарри Гаррисона «Фантастическая сага» викинги в XI веке открывают Америку только потому, что в XX веке находящаяся на грани банкротства киностудия решает срочно снять «с натуры» фильм про открытие Америки викингами. Ещё одним показательным примером, с использованием данного подхода, может служить фильм «12 обезьян» режиссёра Терри Гиллиама.
2. Путешествия в прошлое формально управляемы, но на практике воздействие на прошлое смертельно опасно, так как возникновение любого временного парадокса приведёт к немедленной катастрофе глобальных масштабов (вплоть до гибели Вселенной).
3. Путешествия в прошлое неуправляемы. Например, в цикле «Конец Времени» Майкла Муркока при попытке нарушить причинно-следственную связь путешественник возвращается в своё время. В повести Сергея Лукьяненко «Пристань жёлтых кораблей» результатом путешествий во времени становятся временные разломы, внезапно и непредсказуемо перебрасывающие область пространства в прошлое или будущее.
4. При перемещении во времени путешественник ещё и перемещается в пространстве. Например, при перемещении на 1 год назад он перемещается на 1 световой год (ровно то расстояние, с которого он не сможет повлиять на события точки отправления). Из этих рассуждений следует, что путешествовать можно только через искривления пространства-времени, то есть через червоточины.

##### Последовательность событий изменяема
1. Каждое путешествие в прошлое создает новую реальность, так что парадоксы не имеют места. В старой реальности ничего не меняется. Так, убийство дедушки приведёт к тому, что возникнет новая реальность, где путешественник во времени не рождался, а его дед был убит; параллельно ей останется старая реальность, где с дедом ничего не случилось. Судьба путешественника во времени при этом имеет два варианта: либо, создав новую реальность, он навсегда остаётся в ней, бесследно исчезнув из своей реальности (тогда при попытке вернуться в будущее он обнаружит внесённые им в историю изменения и вполне может встретить там новый вариант себя самого), либо при возвращении в будущее он возвращается в собственную реальность и обнаруживает, что ничего не изменилось. Данный вариант задействуется в фильме «Мстители: Финал» (2019).
2. Путешествие во времени создаёт такую реальность, в которой путешественнику как бы нет места, то есть он стирается из своего времени. Так, в фильме «Проект Нострадамус» детектив Майкл Ностранд, вернувшись в своё время, обнаруживает, что его никто не знает.
3. Каждый вариант развития событий уже существует и изменение прошлого просто отправляет путешественника на другую мировую линию (в другую вселенную), соответствующую данному развитию событий. При изменении прошлого без физического путешествия во времени, никто не будет знать об изменении прошлого, за исключением тех людей, кто может сохранять воспоминания при сдвиге мировых линий. Такой подход использовался в японском визуальном романе «Steins;Gate».
4. Вариант предыдущего: новая реальность появляется при изменении, но через какое-то время события естественным образом приводят изменённую реальность в соответствие с неизмененной. Таким образом, в истории появляется не «стрелка», а «параллельный отрезок», который в какой-то момент снова стыкуется с основным путём. Наглядный пример — смерть героини в фильме «Машина времени» («Time machine»). Впрочем, с точки зрения современной физики наличие возможности соединить несколько прошлых в одно будущее весьма сомнительно.
5. Каждое путешествие в прошлое мгновенно переписывает старую реальность в новую. Люди и предметы из старой реальности бесследно исчезают (если они не существуют в новой реальности) или изменяются (если они в ней существуют). Сам путешественник во времени не меняется. Примерами такого подхода являются «Конец вечности» Айзека Азимова, «Патруль времени» Пола Андерсона, «Палимпсест» Чарльза Стросса, серия фильмов «Эффект бабочки», повесть «Винсент Ван Гог» С. Гансовского, роман и одноимённый фильм «И грянул гром», серия «Южного парка» «Вперёд, Бог, вперёд XII». Фантаст Ларри Нивен высказал идею, что в этом случае реальность будет изменяться до тех пор, пока не достигнет состояния, при котором путешествия во времени никогда не будут открыты. Такое состояние является стабильным и достигается в «Конце вечности», образуя базовую историю вселенной Основания и Галактической Империи. Стросс, в свою очередь, отмечает, что в рамках технологии перемещений во времени, использующей «кротовые норы», путешественник может рассматриваться как волновой пакет излучения Хокинга. В системе отсчета, связанной с переписываемой версией реальности, этот пакет возникает из короткоживущей сингулярности и в ней же затем исчезает, причём вся заключённая в нём информация не обязана удовлетворять принципу причинности для подвергнутой «корректорским правкам» вселенной. Вследствие этого путешественник (или любой регистрирующий прибор, которым он располагает) в принципе способен сохранить воспоминания об уничтоженном варианте реальности. Такой набор свидетельств у Стросса называется «не-историей» (unhistory), а совокупность наборов образует Последнюю Библиотеку (Final Library) и подчинённые ей, доступные для редактирования Библиотеки Ответвлений (Branch Libraries). Последняя Библиотека в некотором смысле является фейнмановской суммой по мировым линиям всех возможных вариантов человеческой документированной истории.
  1. Перезапись может действовать и на самих путешественников во времени, как это происходит в рассказе Юрия Нестеренко «Клятва Гиппократа». Поскольку меняются и их воспоминания, сами они не замечают ни изменения внешнего мира, ни собственные изменения.
  2. Перезапись может быть не мгновенна, а занимать некоторое время. Такой вариант показан в фильме «Назад в будущее» и игре «Chrono Trigger». В данной теории человек, отправившийся в прошлое и сделавший своё рождение невозможным, через некоторое время исчезнет, причем не его двойник, а именно он сам.

##### Последовательность событий ограниченно изменяема
Можно изменить лишь события, которые ещё не отразились на субъективном прошлом путешественника во времени. Так, он не сможет убить своего деда, либо окажется, что в действительности его дедом был другой человек. Он также не может изменить те события, которые, как ему известно, произошли. Роберт Хайнлайн в романе «Дверь в лето» развивает теорию, согласно которой закон причинности работает независимо от перемещений во времени: путешественник свободен в своих действиях, но с ним не может произойти ничего, что отменит уже состоявшиеся для него события, независимо от того, когда происходили эти события в «глобальном» времени. Находясь в любом времени можно повлиять только на события, которые для путешественника ещё не случились. Например, ограбленный не может, вернувшись в прошлое, помешать грабителям (так как для него это ограбление уже произошло), но ничто не мешает ему в свою очередь завладеть награбленным, спрятать его в укромном месте и вернуть после возвращения в своё время.
Вот некоторые способы решить третью проблему:
1. Предполагается, что в будущем путешествия в прошлое запрещены, а те люди, кто всё-таки попадает в наше время, стараются ничем не выдавать своего присутствия (Асс, Бегемотов «Вперёд в прошлое»).Копия маховика времени из серии фильмов о Гарри Поттере
2. Согласно ещё одной гипотезе, путешествовать в прошлое можно лишь после времени изобретения машины времени, но не раньше. И то, что наше время не заполнено пришельцами из будущего, свидетельствует лишь о том, что машина времени пока ещё не изобретена, а не о том, что путешествия в прошлое невозможны.
3. Путешествия в прошлое не запрещены и путешественников из будущего в нашем времени много, но они не могут или скорее не хотят изменять прошлое, поскольку единственным следствием этого будет размножение реальностей, что не позволит путешественникам вернуться в свою исходную реальность в будущем. Таким образом, внесение изменений в прошлое просто бессмысленно, за исключением случаев специального проектирования нужной реальности. Этот вариант рассматривается, например, в фантастическом романе А. Махрова «В вихре времён».

#### Вопрос нравственности
Нравственный аспект проблемы путешествия во времени (в будущее, с помощью засыпания под действием специального газа и пробуждения через много лет практически в том же физическом состоянии, что и в момент погружения в сон) поднимает фильм «Бегство мистера Мак-Кинли» по сценарию Леонида Леонова. Песня Владимира Высоцкого «Баллада об уходе в Рай», использованная в этом фильме, адресована главному герою произведения: «Разбудит вас какой-то тип и впустит в мир, где в прошлом войны, вонь и рак. Где побеждён гонконгский грипп. На всём готовеньком… Ты счастлив ли, дурак?»
Вопрос нравственности изменения временных линий поднимается в романе «Самый далёкий берег» А.Бушкова: хотя галактическая сверхцивилизация обладает технологиями, позволяющими вмешиваться в прошлое, такие вмешательства считаются неэтичными, так как при кардинальном изменении действительности возникает новая временная линия, в которой разумным существам, живущим и действующим в ней, будет причинено непредсказуемое, но заведомо очень большое количество страданий.

### В кино
См.: Категория:Фильмы о путешествиях во времени

### В музыке
- концептуальный альбом «Time» (1981) группы Electric Light Orchestra[17]
- концептуальный альбом «Time Machine» (1988) группы Silicon Dream

### В играх
См.: Категория:Компьютерные игры о путешествиях во времени

### В религии
Путешествие во времени упоминается в Коране (VII век н. э.).

Мы укрепили их сердца (укрепили их веру и решимость), когда они встали и сказали: «Господь наш — Господь небес и земли! Мы не станем взывать к другим божествам помимо Него. В таком случае мы произнесли бы чрезмерное.
Этот наш народ стал поклоняться вместо Него другим божествам. Почему же они не приводят в пользу этого ясного довода? Кто может быть несправедливее того, кто возводит навет на Аллаха?
Если вы удалились от них и от того, чему они поклоняются помимо Аллаха, то укройтесь в пещере, и ваш Господь распространит на вас Свою милость и сделает ваше дело легким».
Ты увидел бы, что солнце на восходе уклонялось от их пещеры вправо, а на закате отворачивалось от них влево. Они же находились в середине пещеры. Это были некоторые из знамений Аллаха. Тот, кого Аллах ведет прямым путем, следует прямым путем. Тому же, кого Он вводит в заблуждение, ты не найдешь ни покровителя, ни наставника.
Ты решил бы, что они бодрствуют, хотя они спали. Мы переворачивали их то на правый бок, то на левый. Их собака лежала перед входом, вытянув лапы. Взглянув на них, ты бросился бы бежать прочь и пришел бы в ужас.
Так Мы пробудили их для того, чтобы они расспросили друг друга. Один из них сказал: «Сколько вы пробыли здесь?». Они сказали: «Мы пробыли день или часть дня». Они сказали: «Вашему Господу лучше известно о том, сколько вы пробыли. Пошлите одного из вас в город с вашими серебряными монетами. Пусть он посмотрит, какая еда получше, и принесет вам её поесть. Но пусть он будет осторожен, чтобы никто не догадался о вас.
...
Они провели в пещере триста лет и еще девять.

Скажи: «Аллаху лучше знать, сколько они пробыли. У Него — сокровенное небес и земли. Как прекрасно Он видит и слышит! Нет у них покровителя помимо Него, и никто не принимает решений вместе с Ним».— Коран 18:16—26 (Кулиев)
Так же согласно Корану все события предопределены и записаны в Матери Писания (Хранимой скрижали). Часть даётся прочесть Пророкам, чтобы они передали людям (Коран полностью записан в Хранимой скрижали). Но часть сокрыта как от людей, так и от джиннов.

А когда он подошел к нему, (увидел, что огонь горит внутри зеленого дерева. И чем больше начинал пылать огонь, тем более зеленым становилось дерево. Он стоял удивленным, и в это время) (с правой стороны от Мусы, из благословенной рощи) раздался голос: «О, Муса! ۝ Поистине, Я – твой Господь. Сними же свои сандалии! Ведь ты находишься в священной долине Тува. ۝ И Я избрал тебя (о, Муса) (для того, чтобы ты стал пророком); прислушайся же к тому, что тебе сообщается через откровение. ۝ Воистину, Я – Аллах! (И) нет (другого) бога, кроме Меня! Служи же (и поклоняйся) (только) Мне и совершай молитву в Мое воспоминание! ۝ Поистине, Час (в который будет воскрешение людей) наступит, Я почти скрываю его (от Самого Себя), чтобы каждая душа получила воздаяние за то, к чему она стремилась (в своей земной жизни)!— Коран 20:11—15 (Абу Адель)
Пророку Даниэлю (VII век до н. э.) было дано узнать, что произойдёт в будущем, но так же часть была от него сокрыта.

И поднимется в то время Михаэйл, князь великий, стоящий за сынов народа твоего, и будет время бедствий, какого не бывало с тех пор как стали они народом (и) до этого времени. И спасется в то время народ твой, все те, которые найдены будут записанными в книгу (жизни).
И пробудятся многие из спящих во прахе земном: одни – для вечной жизни, а другие – на поругание и вечный позор.
А мудрые будут сиять как сияют небеса, и ведущие многих по пути справедливости – как звезды, во веки веков.
Ты же, Даниэйл, скрой слова эти и запечатай книгу эту до конца срока; многие будут скитаться (в ней мыслями), и приумножится знание.
И посмотрел я, Даниэйл, и вот – стоят двое других: один здесь, на берегу реки, а другой – на том берегу реки.
И сказал (один из них) мужу, одетому в льняные одежды, что был над водами реки: “Когда конец сокровенному?”
И услышал я, как муж, одетый в льняные одежды, что был над водами реки, подняв правую и левую руку свою к небесам, клялся Вечноживущим, что к (назначенному) сроку, к срокам и половине (срока), когда полностью сокрушены будут силы народа священного, закончится все это.
А я слышал, но не понял, и сказал я: “Господин мой, что будет с этим в грядущем?”
И сказал он: “Отойди, Даниэйл, ибо скрыты и запечатаны речи эти до конца срока.
Они будут разъясняться, и выясняться, и исчисляться многими, злодеи же будут злодействовать; и не поймут (этого) все злодеи, а мудрые поймут.
А со времени упразднения ежедневной жертвы и установления мерзости безмолвной – тысяча двести девяносто дней.
Счастлив, кто дождется и достигнет тысячи трехсот тридцати пяти дней.
Ты же иди к концу и упокойся, и встанешь по жребию своему в конце дней”.
— Дан. 12:1—13

## Эксперименты
Стивен Хокинг любил вечеринки, а также шампанское. Он решил соединить эти две вещи и устроить вечеринку для гостей из будущего. Для этого он написал приглашение: «Вы сердечно приглашены на приём для Путешественников во времени. Ведущий: Профессор Стивен Хокинг. Вечеринка будет проходить в Кембриджском университете Гонвилля и Колледже Кая на Тринити-стрит в Кембридже. Местоположение: 52° 12′ 21″ северной широты, 0° 7′ 4,7″ восточной долготы. Время: 12:00 UT 28.06.2009. Не требуется отвечать.» — и отправил его. Однако Стивен Хокинг отправил их только после завершения вечеринки. Он ожидал гостей ровно в 12:00, и верил в то, что его приглашение всё же сохранилось спустя столь невообразимо длительное время, и гости на машине времени всё-таки постучатся и откроют дверь, но этого не произошло. Этот спорный эксперимент и доказывает, что всё-таки путешествие во времени невозможно, так как если было бы обратное, то гости прибыли бы на вечеринку в срок. Либо же его приглашение так и не смогли прочитать или же что-то иное произошло с ним в будущем.